# گروه ضربت (فیلم)
گروه ضربت (انگلیسی: Hit Squad) با نام اصلی تیم ضد سرقت (ایتالیایی: Squadra antifurto) یک فیلم کمدی ایتالیایی به کارگردانی برونو کوربوچی است که در سال ۱۹۷۶ منتشر شد.

## گزیدهٔ بازیگران
- توماس میلیان
- جولیانا کالاندرا
- لی‌لی کاراتی
- میمو پُلی
- رابرت وبر
- جوزپه پامبیری
- تونی اوچی
- ماسیمو وانی
- ویتوریو استانی
- انتسو پولکرانو
- بنیتو استفانلی
- بومبولو
- جانکارلو بادسی
- آنا بونایووتو
- نلو پاتزافینی